# Tulostoma verrucicapillitium
Tulostoma verrucicapillitium är en svampart som beskrevs av L. Fan & B. Liu 2005. Tulostoma verrucicapillitium ingår i släktet Tulostoma och familjen Agaricaceae.   Inga underarter finns listade i Catalogue of Life.